# Gaioso e Almendra
Jacob Manoel Gaioso e Almendra (Teresina, 3 de outubro de 1899 – Teresina, 10 de maio de 1976) foi um militar e político brasileiro, outrora governador do Piauí.

## Dados biográficos
Filho de João Henrique de Souza Gaioso e Almendra e Josefina Gaioso e Almendra. Sentou praça na Escola Militar do Realengo em 1918 percorrendo a escala de promoção até chegar a primeiro-tenente em 1922. Secretário de Segurança Pública no governo Matias Olímpio, deixou o cargo e a seguir foi alçado à patente de capitão. Chefe do estado-maior da 3ª Divisão de Cavalaria em Bagé, trabalhou na 10ª Região Militar em Fortaleza e comandou a 2ª Divisão de Cavalaria em Uruguaiana. Ao longo de sua carreira militar frequentou também a Escola de Aperfeiçoamento de Oficiais e a Escola de Estado-Maior do Exército.
Membro do Jockey Clube do Piauí, Clube dos Diários, Associação Comercial do Piauí e da Associação Industrial do Piauí, integrou a Academia Piauiense de Letras e presidiu o Instituto Histórico e Geográfico do Piauí. Fundou a Associação dos Criadores Piauienses e a Associação dos Criadores do Brasil, além de ter presidido a Agroindústria Piauí no primeiro governo Alberto Silva.
Secretário de Segurança e comandante da Polícia Militar do Piauí durante o governo de Landri Sales, liderou um pelotão enviado para debelar a Revolução Constitucionalista de 1932. Eleito deputado estadual em 1934, encerrou suas atividades em razão do Estado Novo três anos mais tarde. Retornou à vida partidária no PSD e foi candidato a governador do Piauí em 1947 sendo derrotado por Rocha Furtado (UDN). Com a eleição de seu cunhado Pedro Freitas para governador em 1950, Gaioso e Almendra foi secretário-geral do estado até ser eleito governador em 1954, sendo que "na sucessão de Pedro Freitas, formaram-se, no estado, as primeiras coligações partidárias posteriores à redemocratização do país" (SANTOS, 1988; p. 44). Após deixar o poder migrou para o PTB e foi eleito deputado federal em 1962. Posteriormente migrou para a ARENA, da qual havia sido um dos fundadores, chegando à presidência do diretório estadual (1973-1976).
Durante o governo do presidente Emílio Garrastazu Médici (1969-1974) presidiu a Caixa Econômica do Piauí.